# فرزانه مرادیان
فرزانه مرادیان گنجه معروف به فرزانه مرادیان (زاده ‎۱۶ خرداد ۱۳۷۱ در اصفهان) بازیکن تیم ملی والیبال زنان ایران است. وی سابقه بازی در تیم ذوب‌آهن اصفهان و قهرمانی لیگ برتر ایران با این تیم را در کارنامه دارد. وی در پست لیبرو بازی می‌کند.

## افتخارات ورزشی
لیگ برتر والیبال کشور:
- قهرمانی: لیگ ۱۳۹۷ (ذوب‌آهن اصفهان)[۴][۵][۶]